# Ross Bagdasarian, Jr.
Ross Dickran Bagdasarian (sinh ngày 25 tháng 10 năm 1949) là một nhà sản xuất phim, nhà sản xuất thu âm, ca sĩ, và diễn viên lồng tiếng người Mỹ. Ông là con của Ross Bagdasarian, Sr., nhà sáng tạo ra Alvin and the Chipmunks.

## Tuổi thơ
Bagdasarian sinh tại Fresno, California, con của Armen (họ thời con gái là Kulhanjian) và Ross Bagdasarian, Sr. Ông là người gốc Armenia. Khi còn nhỏ, Bagadasarian Jr. làm việc cùng cha trong The Alvin Show với vai trò biên tập và phối các ca khúc, cũng như thể hiện giọng pha cho The Chipmunks.

## Sự nghiệp
Sau cái chết của cha ông năm 1972, Bagdasarian nối nghiệp cha sản xuất các sản phẩm liên quan đến Chipmunks, vốn rơi vào tình trạng tối tăm sau khoảng thời gian thành công rực rỡ từ năm 1958 đến cuối thập niên 1960. Ông điều hành Bagdasarian Productions cùng với vợ mình là Janice Karman. Hai người lấy nhau năm 1979.
Ross, Jr., một cử nhân luật, cảm thấy ngạc nhiên khi thấy mình đi theo bước chân của cha. "Tôi tôn kính cha tôi, nhưng tôi không muốn làm việc mà ông đã làm. Đó là sáng tạo của ông. Nếu ông còn sống, tôi sẽ không bao giờ làm việc này. Nhưng khi ông đột ngột qua đời, nó là cách để giữ cho cha tôi sống, và giữ cho sáng tạo của ông sống."
Dưới sự giám sát của Bagdasarian, những bản thu âm Chipmunks mới được tạo ra năm 1979, ngay sau khi cưới Janice Karman, trong đó có Chipmunk Punk. Vào năm 1981, Chipmunks trở lại sóng truyền hình với bộ phim đặc biệt A Chipmunk Christmas. Ba năm sau, loạt phim Alvin and the Chipmunks của Ruby-Spears Productions lên sóng đài NBC. Bộ phim điện ảnh dựa theo loạt phim trên, The Chipmunk Adventure ra rạp năm 1987. Ross Jr. lồng tiếng cho Alvin, Simon, và Dave Seville. Janice Karman lồng tiếng cho Theodore và The Chipettes: Brittany, Jeanette, và Eleanor.
Bagdasarian và Karman quản lý rất chặt nhượng quyền thương mại Chipmunk cả về mặt tài chính lẫn sáng tạo, xem xét rất kỹ từng hợp đồng. Ông nói "Bạn không bảo vệ thứ bạn sáng tạo ra trừ khi bạn biết về khía cạnh thương mại của nó." "Chúng tôi đã nghe những chuyện kinh dị về những con người tài năng bị ăn cắp mất công trình sáng tạo. Tôi không muốn là một trong những người đó." Giữa thập niên 90, Bagdasarian mua lại bản quyền Chipmunk từ người anh Adam và người chị (một người nội trợ), để nắm toàn quyền sở hữu.

### Vụ kiện Universal Pictures
Bagdasarian cấp bản quyền các nhân vật Chipmunk cho Universal Pictures vào năm 1996, kết quả Universal cho ra đời hàng loạt phim direct-to-video. Bốn năm sau, ông và vợ kiện hãng phim vì đã phá hợp đồng, cáo buộc Universal đã thất bại trong việc sử dụng, quảng bá nhân vật dẫn tới tổn thất tiền bản quyền cho Bagdasarian. Kết quả Bagdasarian thắng kiện.

### Bộ phim năm 2007
Vào năm 2007, Bagdasarian sản xuất bộ phim Alvin and the Chipmunks, với Chipmunks dựng bằng đồ họa vi tính và David Seville do Jason Lee thủ vai. Bộ phim được phát triển bởi 20th Century Fox. Bộ phim ra mắt ở Mỹ vào ngày 14 tháng 12 năm 2007. Ban đầu Bagdasarian dự định thủ vai David Seville; tuy nhiên, hãng phim nghĩ 58 tuổi là quá già cho vai diễn và thuê Jason Lee thay vào. Họ cũng quyết định thuê các diễn viên Justin Long, Matthew Gray Gubler và Jesse McCartney lồng tiếng cho Chipmunks thay vì Bagdasarian và vợ, mặc dù vậy trailer sơ khai của bộ phim sử dụng giọng lồng của vợ chồng ông. Hai người vẫn thể hiện các phần hát trong phim.

## Đời tư
Bagdasarian và Karman có hai người con: con gái Vanessa (sinh năm 1986), và con trai Michael (sinh ngày 19 tháng 1 năm 1990). Hiện gia đình ông sống ở Montecito, California.

## Các phim đã tham gia

### Điện ảnh
| Năm  | Tên phim                                  | Sản xuất | Viết kịch bản | Diễn xuất | Vai                      | Ghi chú         |
| ---- | ----------------------------------------- | -------- | ------------- | --------- | ------------------------ | --------------- |
| 1987 | The Chipmunk Adventure                    | Có       | Có            | Có        | Alvin Simon Dave Seville |                 |
| 1999 | Alvin and the Chipmunks Meet Frankenstein | Có       |               | Có        | Alvin Simon Dave Seville | Direct-to-video |
| 2000 | Alvin and the Chipmunks Meet the Wolfman  | Có       |               | Có        | Alvin Simon Dave Seville | Direct-to-video |
| 2005 | Little Alvin and the Mini-Munks           | Có       |               | Có        | Alvin Simon Dave Seville | Direct-to-video |
| 2007 | Alvin and the Chipmunks                   | Có       | Có            | Có        | Alvin Simon              | Nhạc sĩ         |
| 2009 | Alvin and the Chipmunks: The Squeakquel   | Có       |               | Có        | Alvin Simon              |                 |
| 2011 | Alvin and the Chipmunks: Chipwrecked      | Có       |               | Có        | Alvin Simon              |                 |
| 2015 | Alvin and the Chipmunks: Road Chip        | Có       |               | Có        | Alvin Simon              |                 |

### Truyền hình
| Năm       | Tên phim                                  | Sản xuất | Viết kịch bản | Diễn xuất | Vai                      | Ghi chú               |
| --------- | ----------------------------------------- | -------- | ------------- | --------- | ------------------------ | --------------------- |
| 1981      | A Chipmunk Christmas                      | Có       | Có            | Có        | Alvin Simon Dave Seville | Phim truyền hình      |
| 1983–1990 | Alvin and the Chipmunks                   | Có       | Có            | Có        | Alvin Simon Dave Seville |                       |
| 1984      | I Love the Chipmunks Valentine Special    | Có       | Có            | Có        | Alvin Simon Dave Seville | Phim truyền hình      |
| 1985      | A Chipmunk Reunion                        | Có       | Có            | Có        | Alvin Simon Dave Seville | Phim truyền hình      |
| 1990      | Cartoon All-Stars to the Rescue           |          |               | Có        | Alvin Simon              | Phim ngắn             |
| 1990      | Rockin' Through the Decades               | Có       | Có            | Có        | Alvin Simon Dave Seville | Phim truyền hình      |
| 1994      | Alvin and the Chipmunks: Trick or Treason | Có       | Có            | Có        | Alvin Simon Dave Seville | Phim truyền hình      |
| 1994      | A Chipmunk Celebration                    | Có       | Có            | Có        | Alvin Simon Dave Seville | Phim truyền hình      |
| 1995      | The Easter Chipmunk                       | Có       | Có            | Có        | Alvin Simon Dave Seville | Phim truyền hình      |
| 2015      | ALVINNN!!! and the Chipmunks              | Có       | Có            | Có        | Alvin Simon Dave Seville | Loạt phim truyền hình |